# Ixora kingdon-wardii
Ixora kingdon-wardii är en måreväxtart som beskrevs av Cornelis Eliza Bertus Bremekamp. Ixora kingdon-wardii ingår i släktet Ixora och familjen måreväxter. Inga underarter finns listade i Catalogue of Life.